# Campeonato Mundial de Rali de 1982
Resultados do World Rally Championship de 1982

## Pontos
| Peugeot     |
| Ford        |
| Subaru      |
| Hyundai     |
| Škoda       |
| Mitsubishi' |

| 1  |
| 2  |
| 3  |
| 4  |
| 5  |
| 6  |
| 7  |
| 8  |
| 9  |
| 10 |
| 11 |
| 12 |
| 13 |
| 14 |
| 15 |
| 16 |
| 17 |
| 18 |
| 19 |
| 20 |
| 21 |
| 22 |
| 23 |
| 24 |
| 25 |
| 26 |
| 27 |

## Provas
| Nome                            | Data inicio-fim | Podium Piloto | Podium Carro |
| ------------------------------- | --------------- | ------------- | ------------ |
| Rallye Automobile Monte Carlo   |                 |               |              |
| Uddeholm Swedish Rally          |                 |               |              |
| Rallye de France                |                 |               |              |
| Rally Catalunya/Rally de Espana |                 |               |              |
| The Cyprus Rally                |                 |               |              |
| Rally Argentina                 |                 |               |              |
| Acropolis Rally Greece          |                 |               |              |
| Safari Rally Kenya              |                 |               |              |
| Neste Rally Finland             |                 |               |              |
| OMV ADAC Rallye Deutschland     |                 |               |              |
| Supermag Rally Italia Sardinia  |                 |               |              |
| Propecia Rally of New Zealand   |                 |               |              |
| Telstra Rally Australia         |                 |               |              |
| Wales Rally Great Britain       |                 |               |              |